# Aloysius Bertrand
Pour les articles homonymes, voir Bertrand et Louis Bertrand.
Louis Jacques Napoléon Bertrand, dit Aloysius Bertrand est un poète, dramaturge et journaliste français, né le 20 avril 1807 à Ceva (Piémont) et mort le 29 avril 1841 à l'hôpital Necker de Paris. Considéré comme l'inventeur du poème en prose, il est notamment l'auteur d'une œuvre posthume passée à la postérité, Gaspard de la nuit (1842).

## Biographie

### Famille
Né à Ceva le 20 avril 1807, Louis Bertrand était le fils de Georges Bertrand et Laure (ou Laurine-Marie) Davico. Georges Bertrand vit le jour le 22 juillet 1768 à Sorcy (ou Saulieu selon d'autres sources,) dans une famille de soldats. Lieutenant de gendarmerie, il épousa en secondes noces à Ceva, dans le Piémont, alors dans le département de Montenotte (aujourd'hui dans la province de Coni), le 3 juin 1806, Laure Davico, fille de Giacomo Davico, maire de la ville, née le 2 août 1782. Après la naissance de Louis, leur aîné, en 1807, un second fils, Jean Balthazard, vit le jour le 17 juillet 1808,.
Le 15 mars 1812, Georges Bertrand fut nommé capitaine de gendarmerie à Spolète, dont le préfet était le baron Roederer, et où naquit le 23 décembre la sœur du poète, Isabelle-Caroline, dite Élisabeth. Le 3 septembre 1814, il fut affecté à Mont-de-Marsan, où il fit la connaissance de Charles Jean Harel, alors préfet des Landes. Puis, mis à la retraite fin août 1815, il quitta les Landes et s'installa à Dijon, où naquit le 19 mars 1816 un quatrième enfant, Charles Frédéric (qui devint plus tard journaliste),, et où se maria le 11 janvier 1818 sa fille Denise, née d'un premier lit.

### Un jeune romantique dijonnais
C'est à Dijon que Louis Bertrand passa la majeure partie de sa vie, étudiant au collège royal de la ville (actuel collège Marcelle-Pardé) de 1818 à 1826,,, et c'est dans ces rues et ces monuments qu'il trouva une grande partie de son inspiration. En novembre 1826, il fut reçu à la Société d'Études de sa ville, où il lut 55 de ses poèmes de 1826 à 1828 ; il devint rapporteur en décembre 1826 puis fut élu vice-président le 23 mai 1827,.
À la mort de son père, le 27 février 1828, il devint le chef de famille. Sa tante paternelle Françoise-Marguerite, dite « Lolotte », dont la modeste fortune lui avait déjà permis de financer ses études, apporta un soutien financier à la famille Bertrand au moins jusqu'en 1833. Le 1er mai 1828, la Société d'Études de Dijon fit paraître le premier numéro d'un journal littéraire imité du Globe à la vie très éphémère, Le Provincial, dont Bertrand fut le gérant responsable jusqu'au 8 juin. Dans cette feuille, qui publia les premiers vers d'Alfred de Musset, il promut ses idées esthétiques, à l'avant-garde du romantisme français, et publia une vingtaine de pièces en prose et en vers,. Parmi ces « bambochades », comme il les appelait (d'après le surnom du peintre néerlandais Pierre de Laer, Bambochio), parut ainsi « Jacques-Lés-Andelys, Chronique de l'An 1364 » le 1er mai 1828. Toujours en 1828, il aima une jeune fille anonyme, qui peut-être mourut et dont les exégètes retrouvent le souvenir dans l'ensemble de son œuvre,.

### Premier séjour à Paris et retour à Dijon
Encouragé par la lettre élogieuse qu'Hugo avait adressée au journal à la suite d'un poème qui lui était dédié et par les éloges dont la feuille avait bénéficié de la part de Chateaubriand, il partit pour Paris au début de novembre 1828 et s'installa à l'hôtel de Normandie, rue du Bouloi. Reçu dans le salon d'Émile Deschamps, des Hugo, de Charles Nodier, à l'Arsenal, il y rencontra Sainte-Beuve et lut quelques-uns de ses textes de prose. Mais le sentiment de honte que lui inspiraient sa pauvreté et sa fierté l'empêchèrent de trouver sa place dans le groupe des romantiques parisiens. Tombé malade et contraint de s'aliter en janvier 1829, il trouva au printemps un éditeur, Sautelet, pour imprimer ses poèmes, mais celui-ci fit faillite ; en août, ses cahiers étaient sous séquestre,. Après avoir récupéré le manuscrit, il le porta à Sainte-Beuve à la fin de l'année ou au début de 1830. Songeant au théâtre à partir de 1829, il offrit une pièce au Vaudeville et en prépara une autre pour les Nouveautés, sans succès.
De retour à Dijon le 4 avril 1830, son ami Charles Brugnot lui offrit de collaborer au Spectateur, journal libéral qu'il venait de fonder. Puis, le 15 février 1831, il devint, sous le nom de « Ludovic Bertrand », rédacteur en chef du Patriote de la Côte-d'Or, journal politique, littéraire, industriel et commercial qui parut jusqu'en décembre 1832 et dans lequel il affichait ses convictions républicaines dans des polémiques virulentes,,, ce qui lui valut de nombreuses inimitiés parmi les notables de la ville. Il collabora également à différents périodiques dijonnais et parisiens, parmi lesquels les Annales romantiques, le Cabinet de lecture ou le Mercure de France. Le 30 novembre 1832, il fit représenter à Dijon Monsieur Robillard ou Un sous-lieutenant de hussards, qui fut sifflé,. La même année, la Société d'Études de Dijon disparaissait.

### Installation définitive à Paris
Au début de janvier 1833, il repartit pour Paris, où il s'installa à l'hôtel du Commerce, rue du Bouloi. Peu après, l'éditeur Eugène Renduel accepta de publier Gaspard, annonçant même en octobre sa publication. Par ailleurs, après des essais infructueux, Bertrand obtint une place de secrétaire auprès du baron Roederer à la manufacture de Saint-Gobain. Enfin, en mai (selon Max Milner) ou fin août (selon Jacques Bony), sa mère et sa sœur vinrent le rejoindre.
Au printemps 1834, il rencontra une certaine Célestine F., avec laquelle il échangea des lettres et une promesse de mariage, mais sa mère s'opposa à cette union selon Jacques Bony, tandis que Max Milner considère que cet amour était médiocrement partagé. Entre 1835 et 1837, les ressources de Bertrand étaient aussi minces qu'obscures, laissant supposer à ses biographes des collaborations anonymes à de petits journaux ou des travaux plus humbles. En mars 1834, on lui proposa une place de 200 francs par mois en Suède ou au Danemark, mais il refusa, la jugeant insuffisante pour subvenir aux besoins de sa mère et de sa sœur, et peut-être pour ne pas s'éloigner de Célestine,. En 1836, alors qu'il était installé rue des Fossés-du-Temple, Renduel lui versa 150 francs pour le premier tirage de Gaspard, mais le manuscrit resta dans ses tiroirs.
À Paris, Bertrand écrivit en 1835 un drame inspiré d’un récit détaché de L’Antiquaire de Walter Scott, « Aventures de Martin Waldeck ». Le drame fut présenté le 22 août 1835 au théâtre des Jeunes Élèves de Comte sous une première forme et un premier titre, Le Lingot d’or, drame mêlé de chant, en trois actes et six tableaux. Repoussée par le comité de lecture, l’œuvre fut refondue en quatre actes et un épilogue, et présentée le 22 août 1836 au théâtre de la Gaîté sous le titre de Peeter Waldeck ou la Chute d’un homme. Malgré deux rapports favorables du comité de lecture, le régisseur général Varez l’écarta, au prétexte spécieux que le drame était une imitation de l’allemand. Le 18 mars 1837, Bertrand, fort dépité, rentrait en possession de son manuscrit. Ramené en trois actes, Daniel, drame-ballade, fut encore offert à l’influent Harel, directeur du théâtre de la Porte-Saint-Martin et relation familiale de Bertrand, qui à son tour l’écarta courtoisement à l’automne.
Tombé dans une misère profonde, Bertrand dut emprunter, notamment à Antoine de Latour, précepteur du duc de Montpensier depuis 1832. Le 13 septembre 1837, il reçut un secours de la reine Marie-Amélie, en prix d'un sonnet, ; le statuaire David d'Angers, avec lequel il était lié d'amitié depuis leur rencontre en mai 1836, l'aida également, de même que le gouvernement. Mais, atteint de la tuberculose, il fut hospitalisé, le 18 septembre 1838, à Notre-Dame de la Pitié, où il demeura jusqu'au 13 mai 1839 dans la salle Saint-Athanase sous le no 70, avant d'entrer, le surlendemain, à l’hôpital Saint-Antoine, qui l'accueillit jusqu'au 24 novembre.
En octobre 1839, ayant accepté de publier Gaspard de la nuit, Victor Pavie, éditeur d'Angers, imprima un prospectus pour annoncer sa sortie prochaine, mais le projet ne connut pas d'aboutissement du vivant de l'auteur, le manuscrit étant toujours entre les mains de Renduel. En 1840, se croyant guéri, Bertrand recommença à écrire des vers et, le 5 octobre, tenta une dernière démarche auprès de Renduel pour faire éditer son manuscrit, mais l'éditeur s'était entretemps retiré des affaires.

### Une mort à l'hôpital
Contraint par une nouvelle poussée de phtisie (tuberculose pulmonaire) d'entrer à l'hôpital Necker le 11 mars 1841, Bertrand y rencontra par hasard, le 15 mars, David d'Angers, venu rendre visite à un élève, et qui veilla sur ses derniers jours jusqu'à sa mort, dans la salle Saint-Augustin (où il portait le no 6), le 29 avril 1841, vers neuf ou dix heures du matin. Le sculpteur accompagna également le convoi funèbre, quand il fut inhumé le lendemain au cimetière du Montparnasse, dans la fosse commune des indigents. David lui obtint cependant une fosse « à part ». Le sculpteur préféra sans doute taire le véritable lieu d'inhumation du poète du fait qu'il pouvait entacher l'image de la famille, et risquer de compromettre son espoir d'une future sépulture digne de ce nom, sur laquelle il comptait, mais qui dépendait des possibilités et du bon vouloir de la famille. David d'Angers se plaignit à plusieurs reprises de l'abandon de la tombe de « Vaugirard », où il ne retrouvait, lors de ses visites, que la couronne qu'il y avait laissée lors de sa précédente venue.
Institué légataire universel, David d'Angers affirma avoir été choqué, à cette occasion, par l'insensibilité de la famille du poète, jugement rejeté par plusieurs biographes,,. À l'opposé des biographes antérieurs, néanmoins, Jacques Bony considère que Bertrand fut victime d'une mère et d'une sœur castratrices dont il n'eut jamais la force, au contraire de Rimbaud, de se libérer. Reprenant les témoignages de David d'Angers, concernant le comportement de la sœur qui, le jour de l'enterrement, essayait un piano chez son amant Coiret, et les lettres de la mère à son fils qui, invariablement, répondent aux mots d'affection par la pression financière, il casse l'image de la « sainte famille » et décrit le manque de réciprocité dans les relations entre un fils aîné jugé toujours insuffisant, d'une part, et les deux femmes dont la mère se fait le porte-parole, d'autre part.
Laure Davico survécut treize ans à son fils, avant de mourir en 1854 chez sa fille. Les recherches récentes ont établi qu'elle avait acheté en 1847 une concession perpétuelle pour son fils, qui reposait depuis 1841 dans la fosse des indigents hospitaliers. C'est lors de l'inhumation de Laurent Coiret dans cette sépulture, en 1860, qu'Elizabeth, sa fille, y fit transférer les restes de sa mère, la sépulture devenant tombe de la famille.

## Postérité

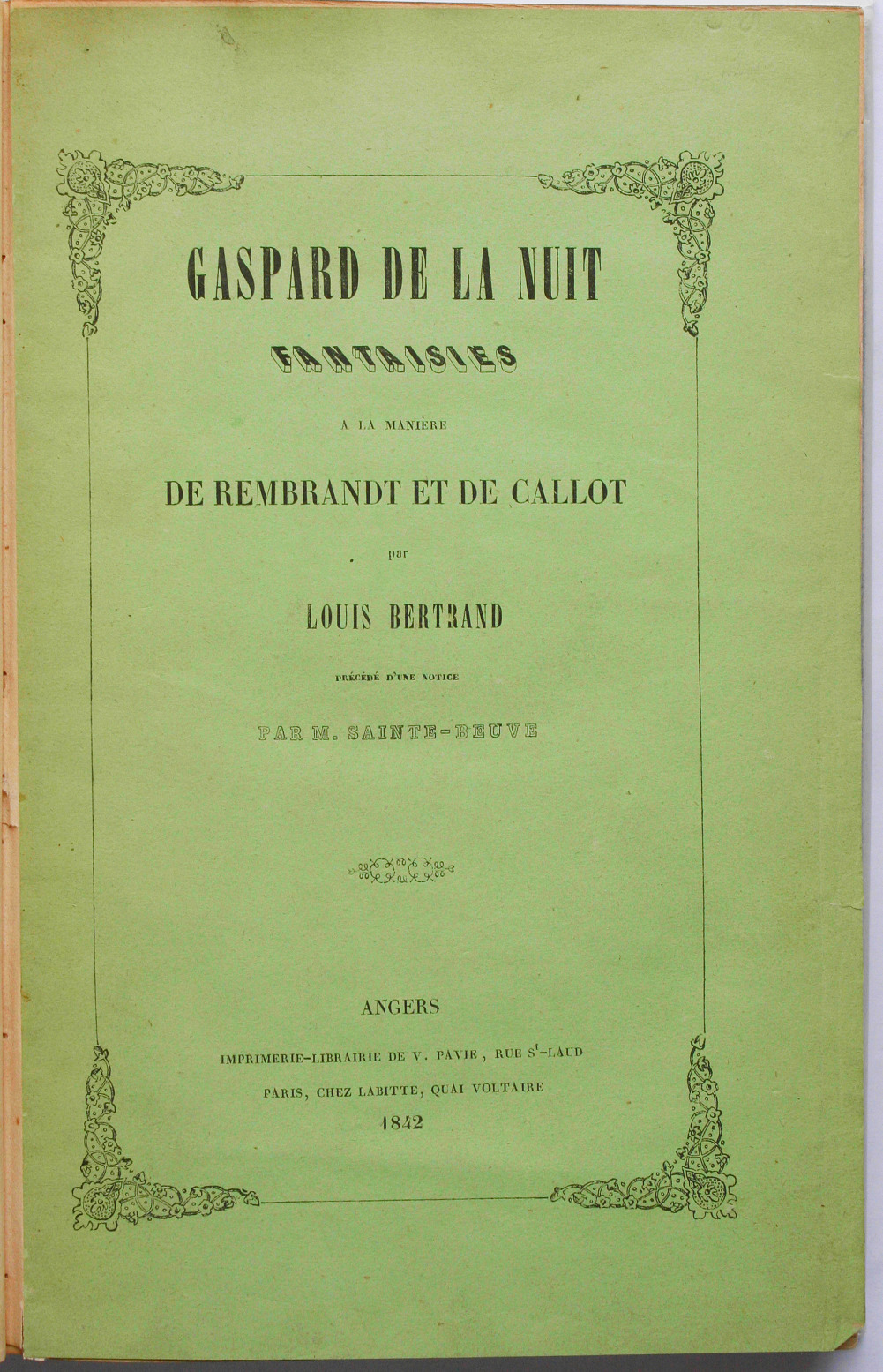
Couverture de l'édition de 1842 de Gaspard de la nuit.

Avec Sainte-Beuve, auteur d'une notice, David d'Angers et Victor Pavie se chargèrent de la publication de Gaspard de la nuit, qui aboutit enfin en novembre 1842. Le 15 janvier 1843, la Revue des deux Mondes fit paraître une critique de Paul de Molènes qui signalait un certain charme et de la nouveauté, mais laissait transparaître le scepticisme de son auteur, au contraire d'Émile Deschamps, qui, dans La France littéraire, évoqua l'ouvrage avec enthousiasme,. L'ouvrage se vendit à vingt exemplaires.
Cependant, cette édition originale, établie à partir d'une copie plus ou moins fautive du manuscrit original déposé par Bertrand chez Renduel et réalisée par l'épouse du sculpteur, comportait de nombreuses erreurs. En 1925, une nouvelle édition, de Bertrand Guégan, établie sur une copie réalisée par ses soins sur un manuscrit original - peut-être celui qu'Élisabeth Bertrand vendit à Jules Claretie -, corrigea les erreurs les plus flagrantes. En 1980, Max Milner reprit le texte de l'édition Guéguan, enrichi de « pièces détachées », d'« appendices » et d'un solide appareil critique. Ce n'est qu'à partir de 1992, avec l'acquisition par la Bibliothèque nationale d'un manuscrit calligraphié par l'auteur, qu'il fut permis de publier un volume conforme aux vœux du poète, tant du point de vue de la mise en page que de l’illustration de l’œuvre, et, par ses variantes, qu'il s'agisse de ratures ou d'ajouts, d'apprécier son travail de création. « D'un caractère formel novateur, d'une esthétique remarquable, et d'une valeur littéraire inestimable, ce manuscrit peut être à juste titre considéré comme une véritable œuvre d'art, influencée par les motifs religieux du Moyen Âge et sa mystique, ».
En 1862, Charles Baudelaire expliqua, dans sa lettre-dédicace à Arsène Houssaye du Spleen de Paris :

« J'ai une petite confession à vous faire. C'est en feuilletant, pour la vingtième fois au moins, le fameux Gaspard de la Nuit d'Aloysius Bertrand (un livre connu de vous, de moi et de quelques-uns de nos amis, n'a-t-il pas tous les droits à être appelé fameux ?) que l'idée m'est venue de tenter quelque chose d'analogue, et d'appliquer à la description de la vie moderne, ou plutôt d'une vie moderne et plus abstraite, le procédé qu'il avait appliqué à la peinture de la vie ancienne, si étrangement pittoresque. »

Par ces lignes, Baudelaire a contribué à attribuer la paternité du poème en prose à Bertrand, que d'autres auteurs donnent plutôt à Maurice de Guérin. C'est lui, de même, qui décida Charles Asselineau à réimprimer, avec Poulet-Malassis, Gaspard de la Nuit en 1868,.
Les Symbolistes achevèrent de faire passer Bertrand du statut de « petit romantique » à celui d'auteur culte : Auguste de Villiers de L'Isle-Adam publia dès 1867 plusieurs pièces de Gaspard dans sa Revue des lettres et des arts ; Stéphane Mallarmé témoigna toute sa vie d'une grande révérence à l'égard de cet auteur, qu'il avait découvert à vingt ans ; Jean Moréas poussa son admiration jusqu'à regretter que Verlaine ne l'ait pas inclus parmi ses « poètes maudits ». Autre figure du monde poétique français de la seconde moitié du XIXe siècle, Théodore de Banville cita, dans sa préface de La Lanterne magique (1883), Bertrand et Baudelaire comme ses modèles.
Toutefois, la reconnaissance de son œuvre n'intervint qu'au XXe siècle. C'est Max Jacob qui, après Baudelaire, contribua le plus à attirer l'attention sur Bertrand, qu'il présenta comme l'inventeur du poème en prose,. Par la suite, les surréalistes contribuèrent largement à la popularité de Bertrand, décrit comme un « poète cabalistique ». André Breton le qualifia ainsi dans son Manifeste du surréalisme (1924) de « surréaliste dans le passé ».
Maurice Ravel mit en musique, pour le piano, les poèmes Ondine, Le Gibet et surtout Scarbo, pièce de virtuosité unique (Gaspard de la nuit, 1908).
René Magritte a intitulé l'une de ses toiles, inspirée du poème Le Maçon, Gaspard de la nuit.
Depuis 1922, il existe à Dijon une rue Aloysius-Bertrand.

### La tombe

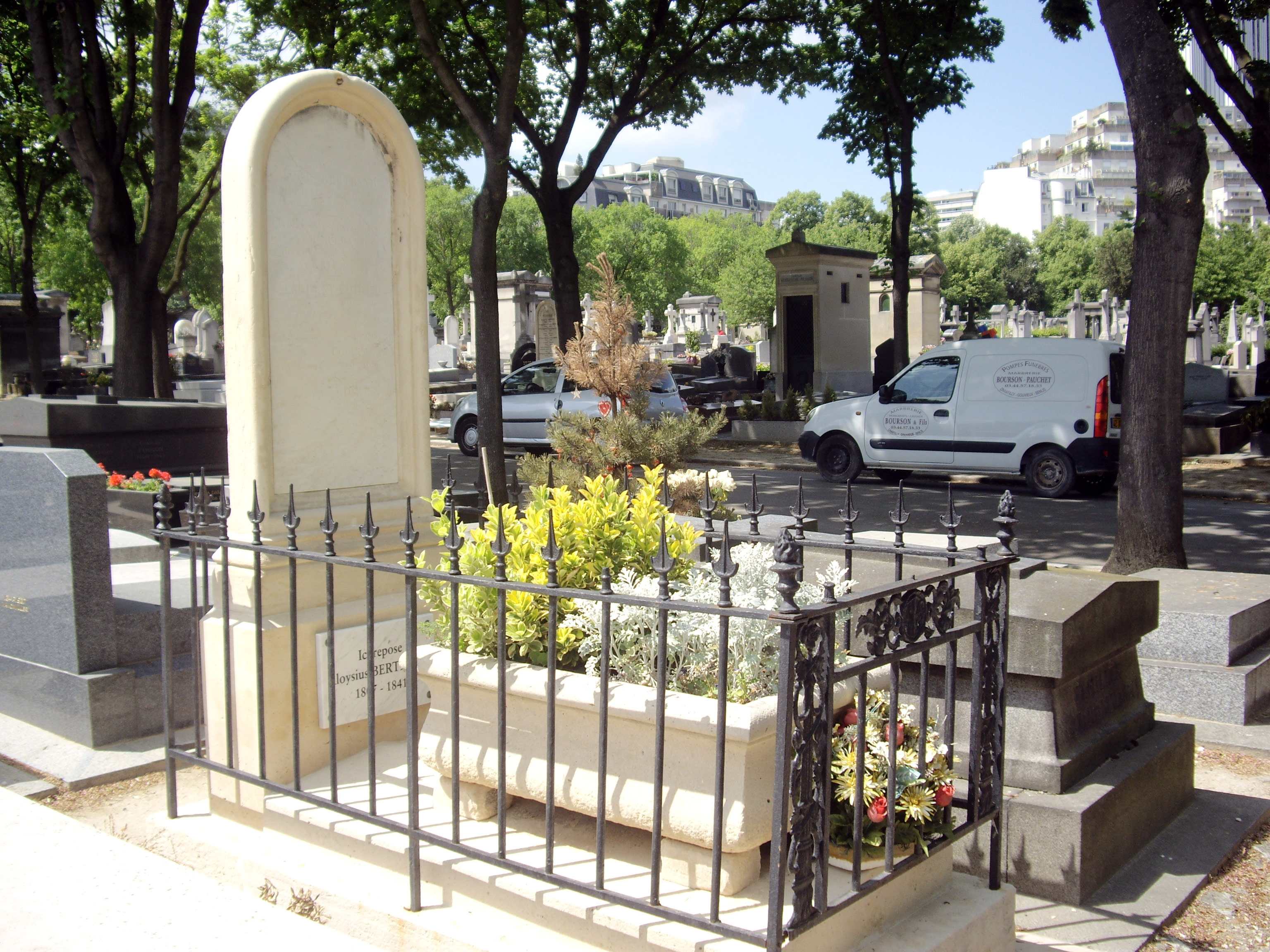
Tombe d'Aloysius Bertrand au cimetière du Montparnasse (division 10).

Les biographes ont longtemps pensé, d'après le témoignage de David d'Angers, seule personne ayant accompagné le convoi, que le poète avait d'abord été inhumé au cimetière de Vaugirard, petit cimetière situé entre les barrières de Vaugirard et de Sèvres. Des recherches récentes de l'Association pour la mémoire d'Aloysius Bertrand ont révélé que Louis Bertrand avait en fait été inhumé initialement au cimetière du Montparnasse, dans la fosse commune des indigents, puis déplacé 6 ans plus tard dans son tombeau actuel acheté par sa mère, au sein de la 10e division.
Deux fois en péril, la tombe a été restaurée en 2007 grâce à l'intervention de l'Association pour la mémoire d'Aloysius Bertrand. Reprise en 2005 par la Mairie de Paris en raison de son état de délabrement, la sépulture d'Aloysius Bertrand fut restaurée en mai 2007 à l'initiative d'une association de passionnés créée à l'occasion, l'année même du bicentenaire de la naissance du poète, avec le soutien, notamment financier, de la Société des gens de lettres de France, qui a pris à sa charge l'entretien ultérieur de la tombe.

## Un sonnet
| Sonnet à Eugène Renduel (1840) |
| Quand le raisin est mûr, par un ciel clair et doux, Dès l'aube, à mi-coteau, rit une foule étrange : C'est qu'alors dans la vigne, et non plus dans la grange, Maîtres et serviteurs, joyeux, s'assemblent tous. |
| À votre huis, clos encor, je heurte. Dormez-vous ? Le matin vous éveille, élevant sa voix d'ange : — Mon compère, chacun, en ce temps-ci, vendange. Nous avons une vigne : eh bien ! vendangeons-nous ?          |
| Mon livre est cette vigne, où, présent de l'automne, La grappe d'or attend, pour couler dans la tonne, Que le pressoir noueux crie enfin avec bruit.                                                             |
| J'invite mes voisins, convoqués sans trompettes, À s'armer promptement de paniers, de serpettes. Qu'ils tournent le feuillet : sous le pampre est le fruit.                                                      |
| |

## Œuvres
- Les Conversions, Paris, 1833, 6 p.
- Perdue et retrouvée : Conte fantastique (extrait de Les Grâces, journal du beau sexe, no 7, mardi 26 novembre 1833, signé Ludovic Bertrand), Paris, 1833.
- Gaspard de la nuit : Fantaisies à la manière de Rembrandt et de Callot, avec une notice de Sainte-Beuve (1842, posthume).
- Gaspard de la nuit : Fantaisies à la manière de Rembrandt et de Callot (nouvelle édition augmentée de pièces en prose et en vers et précédée d'une introduction par Charles Asselineau), Paris, R. Pincebourde ; Bruxelles, C. Muquardt, 1868, XXVIII-276 p.
- Le Keepsake fantastique. Poésies, chroniques et essais. Théâtre inédit, correspondance (publié par Bertrand Guégan), Éditions de la Sirène, collection romantique, Paris, 1923.
- Gaspard de la nuit : Fantaisies à la manière de Rembrandt et de Callot (édité par Bertrand Guégan avec une recension de Sainte-Beuve), Payot, 1925
- Œuvres poétiques. La Volupté et pièces diverses (publiées d'après les manuscrits avec une préface, une introduction et des notes de Cargill Sprietsma), Honoré Champion, 1926.
- La Citadelle de Mollgast : Chroniques (Illustrations par Pierre Cabanne), Paris, Éditions Montbrun, 1947, 61 p.
- Gaspard de la nuit : Fantaisies à la manière de Rembrandt et de Callot (introduction et présentation par Jean Richer), Paris, Flammarion, 1972, 254 p. (complétée par les « Scènes et chroniques et Variétés historiques », textes signés Louis Bertrand ou Ludovic Bertrand et extraits pour la plupart du Provincial, 1828-1833).
- Gaspard de la nuit : Fantaisies à la manière de Rembrandt et de Callot (édition présentée, établie et annotée par Max Milner), Paris, Gallimard, coll. « Poésie », 1980.
- Œuvres complètes (éditées par Helen Hart Poggenburg), Paris, Honoré Champion, 2000.
- Gaspard de la nuit : Fantaisies à la manière de Rembrandt et de Callot (édition établie sur le manuscrit original, publiée selon les vœux de l'auteur, présentée et annotée par Jacques Bony), Paris, Flammarion, 2005.